# وليام كينت
وليام كينت (بالإنجليزية: William Kent)‏ (نحو عام 1685 - 12 أبريل عام 1748) هو مهندس معماري إنجليزي بارز ومهندس مواقع ورسام ومصمم أثاث في مطلع القرن الثامن عشر. بدأ مسيرته المهنية كرسام، ثم ارتقى ليصبح الرسام الرئيسي المقيم في القصر أو رسام البلاط الملكي، بيد أنّ موهبته الحقيقية كانت تكمن بالتصميم بوسائط مختلفة.
أدخل كينت أسلوب بالاديو في الفن المعماري إلى إنجلترا بتصميمه الفيلا في منزل تشيزيك، وأنشأ الأسلوب «الطبيعي» لهندسة الحدائق المعروف باسم الحديقة الإنجليزية في تشيزيك ومنزل ستو في باكينغهامشير ومنزل روشام في أكسفوردشير. بصفته مهندس مشاهد حدائق أحدث ثورة في تصميم الحدائق رغم معرفته المحدودة بالبستنة.
استكمل منازله وحدائقه مستخدمًا أثاثًا فخمًا للمباني الهامة بما في ذلك قصر هامبتون كورت، ومنزل تشيزيك، ومنزل ديفونشير ومنزل روشام.

## الأعمال المعمارية
بدأ كينت مزاولة الهندسة المعمارية في وقت متأخر نسبيًا في ثلاثينيات القرن الثامن عشر. أكثر ما يُعرف بكونه المهندس المعماري ذا الأسلوب البالاديوي المُعاد إحياؤه في إنجلترا. أوكل برلينغتون إليه مهمة تعديل تصاميم إنيغو جونز... مع ظهور بعض التصميمات الإضافية على الطراز البالاديوي/الجونسياني من عمل برلينغتون وكينت عام 1727. مع ارتقائه ضمن مؤسسة الهندسة المعمارية الملكية - هيئة الأشغال - اعتمد كينت تطبيق هذا الأسلوب في العديد من المباني العامة في لندن ما أمّن له تحت عُهدة برلينغتون إيكالات عمل: مجموعة الإسطبلات الملكية عند تقاطع تشارينغ كروس (1731- 1733، هدمت عام 1830)، ومباني الخزينة العامة للدولة في وايت هول (1733-1737)، ومبنى الحراس الخيالة في وايت هول (صممه قبيل وفاته وشُيِّد بين 1750-1759). استُوحيت هذه المباني الجديدة قديمة الطراز من هندسة رافائيل المعمارية وجوليو رومانو إلى جانب بالاديو.
في مباني المنازل الريفية، تضمنت الإيكالات الهامة لكينت تصميم الأجزاء الداخلية لمنزل هوتون هول (نحو 1725-1735) الذي بناه كولن كامبل مؤخرًا للسير روبرت والبول، بينما في منزل هولكام هول، ما يزال بوسعنا أن نرى التجسيد الكامل للمُثُل البالاديوية؛ إذ تعاون كينت مع توماس كوكا، «الإيرل والمهندس المعماري» الآخر، واتّخذ من ماثيو بريتينغهام مساعدًا له والذي نقلت العمارة خاصته المُثل البالاديوية إلى الجيل التالي. قال هوراس ابن والبول واصفًا كينت بأنه دون الوسط كرسام ومرمم للعلوم كمعماري وبأنه مؤسس هندسة الحدائق الحديثة ومبتكر أحد أشكال الفنون.
والجدير بالذكر أيضًا الدرج المسرحي على الطراز الباروكي وغرف العرض في لندن، ميدان بيركلي 44. تقف الأجنحة المقببة من تصميم كينت منتصبةً في منزل بادمنتون ومنزل يوستن هول.
استطاع كينت -عندما استدعى الأمر- تقديم تصاميم قوطية مرهفة خالية من النزعات القديمة الجدية؛ عمل على الواجهات القوطية في وستمنستر هول وكاتدرائية غلوستر.
عمل على المنزل الكائن في 22 شارع أرلينغتون في سانت جيمس، وهي منطقة في مدينة ويستمنستر وسط لندن عام 1743، بعدما أوكِل إليه من قبل رئيس الوزراء المترفع حديثًا، هنري بلهام. عندما توفي كينت، أُنجز العمل من قبل ستيفن رايت.

## وصلات خارجية
- وليام كينت على موقع الموسوعة البريطانية (الإنجليزية)
- وليام كينت على موقع إن إن دي بي (الإنجليزية)

- سيرة قصيرة على gardenvisit.com (بالإنجليزية)
- سيرة قصيرة على britainexpress.com (بالإنجليزية)